# 鈴木佑治 (言語学者)
鈴木 佑治（すずき ゆうじ、1944年3月 - ）は、日本の言語学者。慶應義塾大学名誉教授、立命館大学客員教授。

## 略歴
静岡県清水市（現：静岡市清水区）出身。
1966年慶應義塾大学文学部英文学科卒業。
1968年早稲田大学大学院英文学研究科修士課程修了。
1973年ハワイ大学大学院修士課程修了。
1978年ジョージタウン大学大学院博士課程修了（Ph.D.取得）。
1978年に慶大経済学部に助教授として赴任し英語を担当。
1990年4月に新設された同大学湘南藤沢キャンパスに移籍。
2008年3月に慶大を定年退職し、名誉教授となる。同年4月に立命館大学生命科学部に教授として赴任。
2014年3月立命大を定年退職し、同年4月より客員教授に就任した。

## 著書

### 単著
- 『言語とコミュニケーションの諸相』（創英社, 2000年）
- 『グローバル時代の英語・英語教育』（公共政策研究所, 2003年）
- 『英語教育のグランド・デザイン』（慶應義塾大学出版会, 2003年）
- 『カタカナ英語でカジュアル・バイリンガル』（日本放送出版協会, 2003年）
- 『プロジェクト発信型英語 volume 1-2』（郁文堂, 2008・2009年、南雲堂, 2014・2015年）
- 『グローバル社会を生きるための英語授業』（創英社, 2012年）
- 『最新科学と人の今を読む』（南雲堂, 2015年）

### 共著
- 『英会話 機能表現スタイルブック』（高橋朋子, 阿部一, 田中茂範共著, アルク, 1994年）
- 『コミュニケーションとしての英語教育論』（霜崎実, 吉田研作, 田中茂範共著, アルク, 1997年）
- 『現代日本のコミュニケーション環境』（関口一郎, 井下理, 田中茂範, 平高史也, 井上輝夫共著, 大修館書店, 1999年）